# L'ora ibrida
L'ora ibrida (L'heure hybride) è un romanzo della scrittrice haitiana Kettly Mars, pubblicato nel 2005. Ha vinto il premio Senghor 2006 come miglior romanzo d'esordio di uno scrittore francofono.

## Trama
Rico, io narrante del romanzo, è uno gigolò mulatto, che vive la notte di Port-au-Prince vendendo il proprio corpo ad uomini e donne nei quartieri più eleganti e nelle feste più esclusive. Idealizza la madre, prostituta, mentre non ha mai saputo chi fosse il padre. La sua è tanto un'introspezione, un bilancio della sua vita, che un'analisi dello stato di un paese, Haiti, dove nessuno sembra voler indagare e capire la miseria e la dittatura.